# Pareiasaurus
 (décembre 2018).
Si vous disposez d'ouvrages ou d'articles de référence ou si vous connaissez des sites web de qualité traitant du thème abordé ici, merci de compléter l'article en donnant les références utiles à sa vérifiabilité et en les liant à la section « Notes et références ».
Genre
Pareiasaurus est un  genre éteint de vertébrés anapsides reptiliens ayant vécu durant le Permien. C'était un membre typique de sa famille, les paréiasaures, qui tirent leur nom de ce genre.
Ses fossiles ont été trouvés dans la formation de Beaufort en Afrique du Sud. 

## Description
Pareiasaurus est un grand quadrupède d'environ 2,5 mètres de long, pourvu de solides pattes implantées latéralement, lui donnant une démarche est typiquement reptilienne. Le crâne, large, au museau court, présente plusieurs saillies qui ressemblent à de grosses épines et à des verrues. Les dents de Pareiasaurus, en forme de feuille, sont idéales pour couper les fibres végétales dures et montrent qu'il était végétivore. Même le palais avait des dents.

## Espèces
- † Pareiasaurus bombidens
- † Pareiasaurus nasicornis (Haughton et Boonstra, 1929) provient de la Zone à Tropidostoma, dans le bassin du Karoo (Afrique du Sud). Cette forme précoce est l'un des premiers représentants du genre. Elle faisait initialement partie du genre Pareiasuchus. Le museau est pourvu d'une solide carapace et porte un mamelon en forme de corne. Les dents sont pourvues de 11 (voire 13 ou 15) cuspides. C'est un grand animal, dont le crâne mesure environ 50 centimètres de long. Cette espèce pourrait être un ancêtre de Pareiasaurus peringueyi.
- † Pareiasaurus peringueyi (Haughton et Boonstra, 1929) provient de la Zone à Cistecephalus, dans le bassin du Karoo (Afrique du Sud). Il en subsiste un squelette presque complet provenant de la rivière Zak, en Afrique du Sud. C'est un animal de taille moyenne, dont le crâne mesure 36 centimètres de long. Il se distingue surtout par la grande région quadratojugale inclinée loin vers l'extérieur et vers l'avant, de sorte que son bord inférieur forme un angle d'environ 120 degrés avec le bord maxillaire. La joue correspondante porte de grands mamelons osseux. La mâchoire supérieure compte au moins 13 paires de dents, chacune pourvue de 13 voire 15 cuspides.
- † Pareiasaurus russouwi
- † Pareiasaurus serridens (Owen, 1876) provient de la Zone à Dicynodon, dans le bassin du Karoo (Afrique du Sud). Cette espèce, apparue tardivement, était l'espèce type pour Pareiasuchus. Elle est aujourd'hui l'espèce type pour Pareiasaurus et constitue l'apogée de cette lignée. La carapace est bien développée. Il y a 14 paires de dents, chacun dent étant pourvue de 9 à 11 cuspides. Le crâne, court et profond, mesure environ 40 centimètres de long.